# Parydra abbreviata
Parydra abbreviata är en tvåvingeart som beskrevs av Friedrich Hermann Loew 1861. Parydra abbreviata ingår i släktet Parydra och familjen vattenflugor. Inga underarter finns listade i Catalogue of Life.